# Попица
Попѝца е село в Северозападна България. То се намира в община Бяла Слатина, област Враца.

## География
Село Попица се намира в Северозападна България, на 5 км южно от град Бяла Слатина. Разположено е в равна лъка, богата на извори по левия бряг на р. Скът. Граничи на изток с Търнак и Еница, на юг – с Бъркачево, на запад – с Комарево и Соколаре, и на север – с Бяла Слатина. От общо 15 села в община Бяла Слатина, Попица е третото по големина. През него минава река Скът.

## История
Районът на Попица е богат на древни и антични селища и на неизследвани археологически паметници. Днешното село Попица лежи върху културни пластове на тракийско селище, на трако-римско селище от I – IV в. и на средновековно българско селище, което е съществувало през Първото и Второто български царства. В района на селото се издигат няколко тракийски надгробни могили, които свидетелстват за антично земевладелско имение на тракийски аристократи. На изток от селото минава аспаруховият Островски окоп. По всичко изглежда, че днешното село Попица е заселено в края на VII век като войнишко селище, давало бойци за охрана на Окопа.
Попица е заварено от османските завоеватели с днешното си име. Още със завладяването село Попица става войнуганско селище, но се среща в османските регистри за войнугани едва по-късно, в османски документи с дата 12.IX.1692 и 1.IX.1693 г.
През XVIII в. турската администрация позволява на помаци от Ловешко и Тетевенско да се заселят в Попица, което води до изселване на много от християнските родове. През 1860 г. в с. Попица били останали само 35 християнски семейства, а помаците достигнали до 120 къщи. Към края на Руско-турската война много от помаците се изселват в Анадола.
Едно време в селото са се криели партизани, като мястото точно където са се крили, го знаят много хора от селото.

## Население
Преброяване на населението през 2011 г.
Численост и дял на етническите групи според преброяването на населението през 2011 г.:
|                     | Численост | Дял (в %) |
| Общо                | 1869      | 100.00    |
| Българи             | 1195      | 63.93     |
| Турци               | 76        | 4.06      |
| Цигани              | 134       | 7.16      |
| Други               | 0         | 0.00      |
| Не се самоопределят | 0         | 0.00      |
| Неотговорили        | 444       | 23.75     |

## Културни и природни забележителности
В село Попица има местност, наречена „Лъга“. В тази местност има глигани. Преди е имало и много фазани, но са почти на изчезване. В миналото близо до Лъга е имало ветеринарна лечебница. В селото развива дейност и читалище „Напредък“, към което има библиотека, регистриран Клуб на пенсионера, Клуб на инвалида и Дамски клуб. В село Попица се учат и възпитават около 200 деца и ученици в Основно училище „Св. св. Кирил и Методий“ и една детска градина.

## Редовни събития
Съборът на селото се организира ежегодно на Димитровден, събитието се отбелязва по църковния календар.
Празникът на реката (Скът) се чества на 22 август. Тогава има спортен риболов и рафтинг. Някои от хората закачат жълти панделки по вратите си в чест на празника. На същата дата се чества годишнина от смъртта на известния партизанин Ивайло Петров.

### Име
Има две версии за произхода на името на селото. Според едната попски син на име Христо се влюбва в една девойка. Родителите им не одобряват тази любов, и за това младите бягат заедно и заживяват щастливо в Попица.
Другата и по-вероятна история за произхода на името ни отвежда по-назад във времето. Попица идва от старобългарската дума „поп“-висок (оттам и названието на свещениците, защото те носели високи шапки). В това название се намеква за това, че на Попишкия баир се намира най-високия връх в околността – Аспаруховия.

## Личности
От Попица произхождат 7 народни представители:
- Томо Томов във Великото Народно Събрание след Освобождението и после през 1920 – 23 г.;
- Стоян Калъчев, през 1945 – 46 г.;
- Петър Шабански;
- проф. Връбка Орбецова;
- Орлин Драганов;
- Христина Христова;
- Добромир Задгорски.

В селото са родени също:
- трима генерали – Кирил Дочев, убит от царя през 1935 г.; Цветан Цоков и Румен Златев;
- двама академици – Цоло В. Рашев (създател  на неръждаема стомана, която се използва в изработката на спътници) и Велчо Ив. Велчев;
- пет професори – Петко Хр. Петков (създател на лекарството „ЕМПРИЛ" срещу високо кръвно налягане), Петър и Димитър Дилови (братя), Връбка Орбецова,Иво Кременски и Христо Бонджолов;
- двама дипломати – Христо Цанков и Цветан Чолака.

В църквата „Света Параскева“ работи дебърският майстор Велко Илиев.